# 伊特伊
伊特伊（法語：Iteuil，法語發音：[itœj]）是法国新阿基坦大区维埃纳省的一个市镇，位于该省中部，属于普瓦捷区。

## 地理
伊特伊（46°29'19"N, 0°18'42"E）面积22.05 平方千米，位于法国新阿基坦大区维埃纳省，该省份为法国中西部省份，北起曼恩-卢瓦尔省和安德尔-卢瓦尔省，西接德塞夫勒省，南至夏朗德省，东南接上维埃纳省，东临安德尔省。
与伊特伊接壤的市镇（或旧市镇、城区）包括：阿洛讷、利居热、马尔赛、罗什普雷马里-昂迪耶、斯马尔沃、维沃讷。

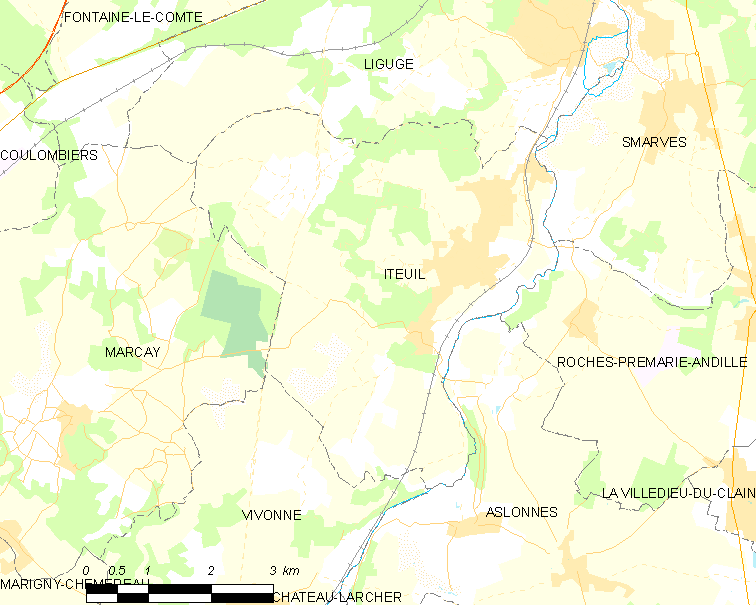
伊特伊的OSM定位图

伊特伊的时区为UTC+01:00、UTC+02:00（夏令时）。

## 行政
伊特伊的邮政编码为86240，INSEE市镇编码为86113。

## 政治
伊特伊所属的省级选区为维沃讷县。

## 人口

1962-2008年间伊特伊人口变化图示

伊特伊于2022年1月1日时的人口数量为2989人。